# Municipio de Norman (Misuri)
El municipio de Norman (en inglés: Norman Township) es un municipio ubicado en el condado de Dent en el estado estadounidense de Misuri. En el año 2010 tenía una población de 769 habitantes y una densidad poblacional de 8,17 personas por km².

## Geografía
El municipio de Norman se encuentra ubicado en las coordenadas 37°44′37″N 91°34′55″O / 37.74361, -91.58194. Según la Oficina del Censo de los Estados Unidos, el municipio tiene una superficie total de 94.14 km², de la cual 93,58 km² corresponden a tierra firme y (0,6 %) 0,56 km² es agua.

## Demografía
Según el censo de 2010, había 769 personas residiendo en el municipio de Norman. La densidad de población era de 8,17 hab./km². De los 769 habitantes, el municipio de Norman estaba compuesto por el 96,88 % blancos, el 0,13 % eran afroamericanos, el 0,39 % eran amerindios, el 0,13 % eran asiáticos y el 2,47 % eran de una mezcla de razas. Del total de la población el 0,26 % eran hispanos o latinos de cualquier raza.